# Potres v Črni gori (1979)
Potres v Črni gori leta 1979 se je zgodil 15. aprila ob 7:19 zjutraj po lokalnem času z epicentrom v Jadranskem morju 15 km pred črnogorsko obalo med Barom in Ulcinjem, na globini 10 km. Močno tresenje z magnitudo 6,9 po momentni lestvici je prizadelo predvsem obalne predele Črne gore in sosednje Albanije v dolžini skoraj 100 km, kjer je doseglo največ IX. stopnjo učinka (silovito) po Mercallijevi lestvici, čutili pa so ga po večini ozemlja takratne SFR Jugoslavije vse do Ljubljane. Vse do zdaj ostaja najmočnejši potres, zabeležen na ozemlju Črne gore.
Glavnemu sunku je do konca leta sledilo več kot 90 popotresnih sunkov, močnejših od 4,0 po Richterjevi lestvici, od tega najmočnejši 6,3 dne 24. maja 1979. V tresenju tal je umrlo 136 ljudi, od tega 101 v Črni gori in 35 v Albaniji. Poleg tega je bilo okrog tisoč ljudi ranjenih, 80.000 pa jih je ostalo brez domov, saj je potres porušil ali močno poškodoval 450 naselij. Največ škode je bilo v Baru, Ulcinju, Budvi in Kotorju, pa tudi Dubrovnik, najbližje večje hrvaško mesto, je bil znatno poškodovan.